# Sankt Andrä
Sankt Andrä là một thị xã ở huyện Wolfsberg bang Carinthia, Áo. Đô thị này có diện tích 113,5 km², dân số thời điểm 31 tháng 12 năm 2005 là 10.719 người.